# اسلام‌آباد (رشت)
اسلام‌آباد روستایی در دهستان اسلام‌آباد بخش سنگر شهرستان رشت استان گیلان ایران است که بیشتر مردم محلی آن را با نام قدیمی شاقاجی (شاه‌آقا‌حاجی) می‌شناسند.

## جمعیت
بر پایه سرشماری عمومی نفوس و مسکن در سال ۱۳۹۵ جمعیت این مکان ۲٬۳۹۲ نفر (۷۹۷ خانوار) بوده‌است.